# Indochinakonferenz

Indochinakonferenz

Die Indochinakonferenz war eine Konferenz über den Indochinakrieg und den Koreakrieg, die vom 26. April 1954 bis zum 20. Juli 1954 in Genf stattfand. Neben den Kriegsparteien im Indochinakrieg, Frankreich und den Việt Minh, nahmen das Vereinigte Königreich, die Sowjetunion, die Vereinigten Staaten und die Volksrepublik China teil.

## Vorgeschichte
Die Kolonialmacht Frankreich war in Indochina hohem militärischem Druck ausgesetzt, der auf die Anleitung der Việt Minh durch chinesische Militärs zurückgeführt wurde.
Der Konferenz in Genf gingen Gespräche der Außenminister der Vier Mächte im Rahmen der Berliner Außenministerkonferenz vom 25. Januar bis zum 18. Februar voraus. Gut einen Monat vor der bereits angesetzten Konferenz in Genf begannen die Việt Minh die Schlacht um Điện Biên Phủ, die sie während der Konferenz für sich entschieden.

## Verlauf
Die Gespräche über Korea endeten am 15. Juni und blieben ergebnislos, weil die Vereinigten Staaten die Aufsicht der Vereinten Nationen forderten, was die Volksrepublik China ablehnte. Die Vereinigten Staaten zogen sich früh auf eine beobachtende Rolle zurück.
Die Gespräche bezüglich Indochina wurden erst am 8. Mai aufgenommen. Während die Verhandlungen festgefahren waren, wurde am 16. Juni Pierre Mendès France zum Ministerpräsidenten Frankreichs gewählt. Er hatte im Wahlkampf versprochen, bis zum 20. Juli den Konflikt zu beenden oder zurückzutreten. Bei einem ersten Treffen mit ihm sprach Zhou Enlai erstmals von zwei Regierungen in Vietnam und erkannte damit auch die gegnerische an. Nachdem der chinesische Verhandlungsführer sich der Sowjetunion versichert hatte, brachte er Hồ Chí Minh zum Einlenken.

## Ergebnisse

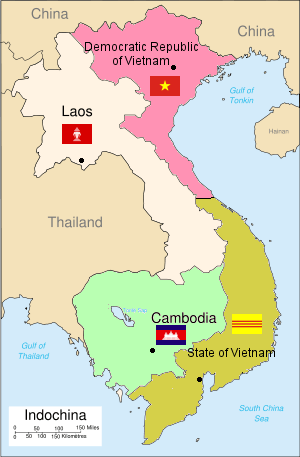
Aufteilung Indochinas durch das Genfer Abkommen

Das Genfer Abkommen wurde am 21. Juli 1954 verlesen. Die Việt Minh zogen sich vereinbarungsgemäß in den Norden des heutigen Vietnam hinter den 17. Breitengrad zurück und überließen den Süden dem unter westlichem Einfluss stehenden Kaiser Bảo Đại. Frankreich räumte vereinbarungsgemäß ganz Indochina. Laos und Kambodscha erhielten ihre staatliche Unabhängigkeit, in Vietnam kam es faktisch zu einem Waffenstillstand. Für Juli 1956 wurden freie Wahlen in ganz Vietnam vereinbart, die von Kanada als Vertreter der NATO und Polen als Vertreter des Ostblocks und Indien als blockfreiem Staat überwacht werden sollten. Dafür bildeten die 3 Staaten die International Control Commission. Für die Pathet Lao wurden zwei Rückzugsgebiete in den Provinzen Huaphan und Phongsali
festgelegt, in welche sie sich bis zu einer endgültigen Einigung mit der königlichen Regierung von Laos zurückziehen konnten.

## Folgen
Als 1956 die vereinbarten Wahlen anstanden, wurden sie von Ngô Đình Diệm verweigert, weil im Norden keine freien Wahlen gewährleistet seien und der von ihm regierte Süden das Abkommen von Genf nicht unterzeichnet habe.
Die Konflikte zwischen Nordvietnam und Südvietnam mündeten schließlich im Zweiten Indochinakrieg oder Vietnamkrieg, der erneut das gesamte Gebiet der früheren Kolonie erfasste. Der Krieg sollte 1975 zum Sieg des Nordens und 1976 zur Vereinigung Vietnams unter kommunistischer Herrschaft führen.

## Belege
1. 1 2  Indochinakonferenz (1954) in der Datenbank Dodis der Diplomatischen Dokumente der Schweiz
2. 1 2 3 4  Zhai Qiang: China and the Geneva Conference of 1954. In: The China Quarterly. Nr. 129. Cambridge University Press, März 1992 (Online (Memento vom 10. Juni 2012 im Internet Archive) [PDF; 2,3 MB; abgerufen am 2. April 2013]).